# Северная область (1936—1937)
Се́верная о́бласть — административно-территориальная единица на северо-западе РСФСР с 5 декабря 1936 года по 23 сентября 1937 года.
Административный центр — город Архангельск.

## История
Образована в соответствии со статьёй 22 Конституции СССР, принятой VIII чрезвычайным съездом Советов СССР 5 декабря 1936 года, на территории упразднённого Северного края, вместе с Коми АССР.
Административно область делилась на 54 района, в том числе три района Ненецкого национального округа — Канинско-Тиманский район, Ненецкий район, Нижне-Печорский район.
23 сентября 1937 года постановлением ЦИК СССР «О разделении Северной области на Вологодскую и Архангельскую области» область была упразднена. 15 января 1938 года Верховный Совет СССР утвердил создание Вологодской и Архангельской областей.
В состав образуемой Вологодской области были выделены город Вологда и 23 района: Чёбсарский, Грязовецкий, Кубино-Озерский, Сокольский, Биряковский, Тотемский, Сямженский, Верховажский, Тарногский, Усть-Кубинский, Велико-Устюгский, Междуреченский, Нюксенский, Рослятинский, Леденгский, Лежский, Харовский, Вожегодский, Кичменгско-Городецкий, Никольский, Усть-Алексеевский, Павинский, Вохомский, а также присоединены восемнадцать районов из состава Ленинградской области: Андомский, Бабаевский, Белозерский, Борисовосудский, Вашкинский, Вытегорский, Кадуйский, Кирилловский, Ковжинский, Мяксинский, Оштинский, Петриковский, Пришекснинский, Устюженский, Чагодощенский, Чарозерский, Череповецкий и Шольский.
В состав создаваемой Архангельской области были переданы город Архангельск, три района Ненецкого национального округа: Большеземельский, Канино-Тиманский и Нижне-Печорский и двадцать семь районов: Березниковский, Вельский, Верхнетоемский, Вилегодский, Емецкий, Каргопольский, Карпогорский, Коношский, Котласский, Красноборский, Лальский, Ленский, Лешуконский, Мезенский, Няндомский, Онежский, Опаринский, Пинежский, Плесецкий, Подосиновский, Приморский, Приозерный, Ровдинский, Холмогорский, Черевковский, Шангальский и Шенкурский.

## Руководство области

### Исполнительный комитет Северного областного Совета
- 10.1935 — 8.1937 председатель Строганов, Василий Андреевич

### Северный областной комитет ВКП(б)
- 03.1931 — 05.02.1937 первый секретарь Иванов, Владимир Иванович

- 05.02.1937 — 09.1937 первый секретарь Конторин, Дмитрий Алексеевич